# 19034 Санторіні
19034 Санторіні (19034 Santorini) — астероїд головного поясу, відкритий 24 вересня 1960 року.
Тіссеранів параметр щодо Юпітера — 3,001.